# روبرتو فيراري
روبرتو فيراري (بالإيطالية: Roberto Ferrari)‏ ولد بتاريخ 9 مارس 1983 في إيطاليا، هو دراج إيطالي في صنف سباق الدراجات على الطريق.

## سجل النتائج

### سباقات أو مراحل فاز بها
- طواف إيطاليا

## روابط خارجية
- روبرتو فيراري على موقع الاتحاد الدولي للدراجات (الإنجليزية)
- روبرتو فيراري على موقع أرشيف الدراجات (الإنجليزية)
- روبرتو فيراري على موقع إحصائيات الدراجات الإحترافية (الإنجليزية)
- روبرتو فيراري على موقع نسبة الدراجات (الإنجليزية)
- روبرتو فيراري على موقع CycleBase (الإنجليزية)